# Palais de Beaulieu

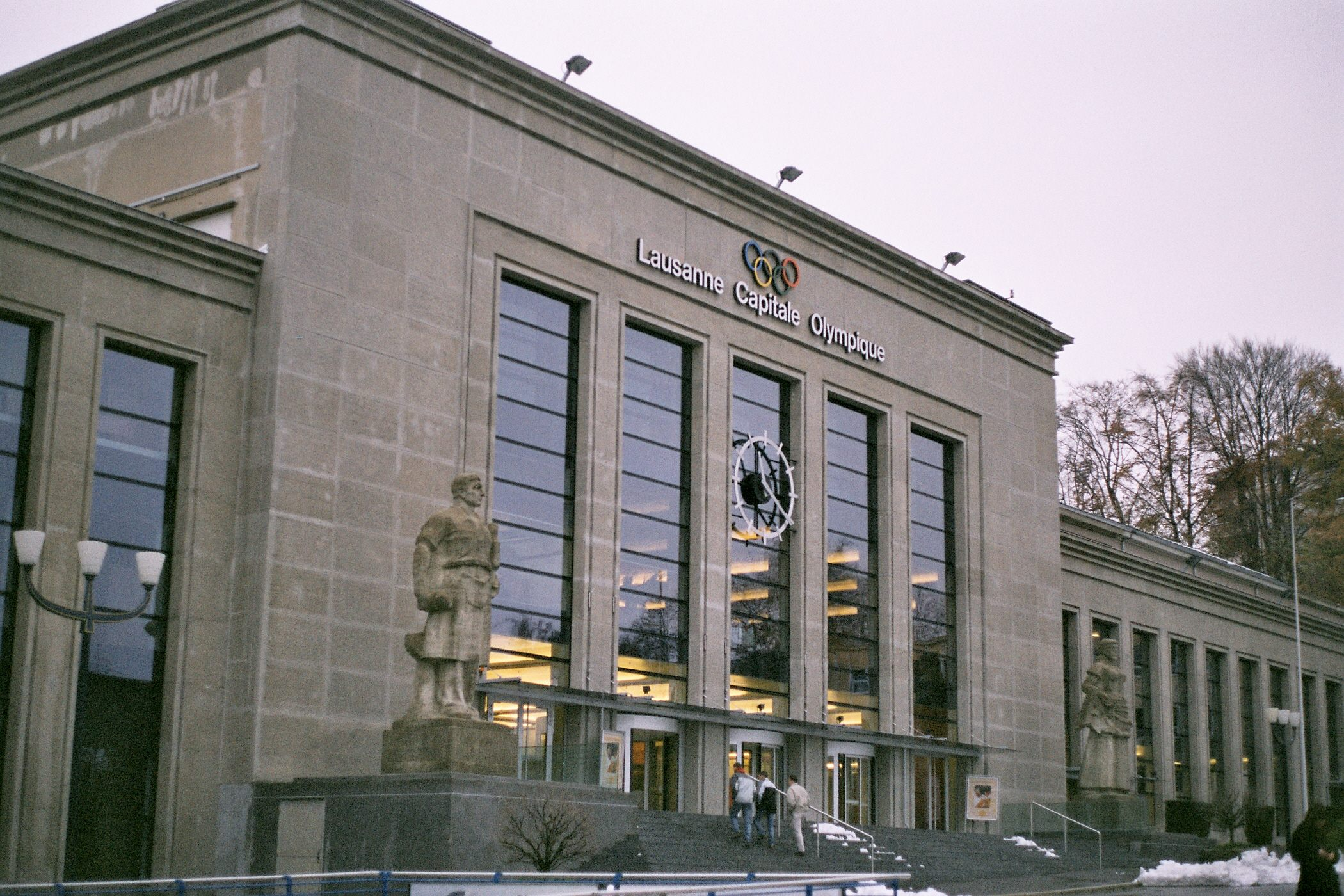
Palais de Beaulieu.

El Palais de Beaulieu (Palacio de Beaulieu) es un centro de exposiciones y congresos situado en Lausana, Suiza. 
Situado en el barrio homónimo de Lausana, cuenta con 50.500 m² de superficie expositiva.
Alberga en su interior el Théâtre de Beaulieu, el mayor teatro de Suiza con 1.844 plazas. También cuenta con un importante centro de congresos con una treintena de salas modulables, ya que la sociedad gestora Beaulieu Lausanne es una de las principales organizadoras de ferias y salones del país.
El centro acoge anualmente desde 1973 el concurso internacional de danza Prix de Lausanne. En 1986 acogió la 91.ª Sesión del Comité Olímpico Internacional, donde Barcelona fue elegida sede de los Juegos Olímpicos de 1992. En 1989, acogió el Festival de la Canción de Eurovisión 1989. 